# كأس البرازيل 2011
كأس البرازيل 2011 هو الموسم 23 من  كأس البرازيل. أقيم خلال الفترة 16 فبراير 2011 وحتى 8 يونيو 2011، وأشرف على تنظيمه اتحاد البرازيل لكرة القدم، وكان عدد الأندية المشاركة فيه  64، وفاز فيه نادي فاسكو دا غاما.